# Haus „Zur Stadt Rom“

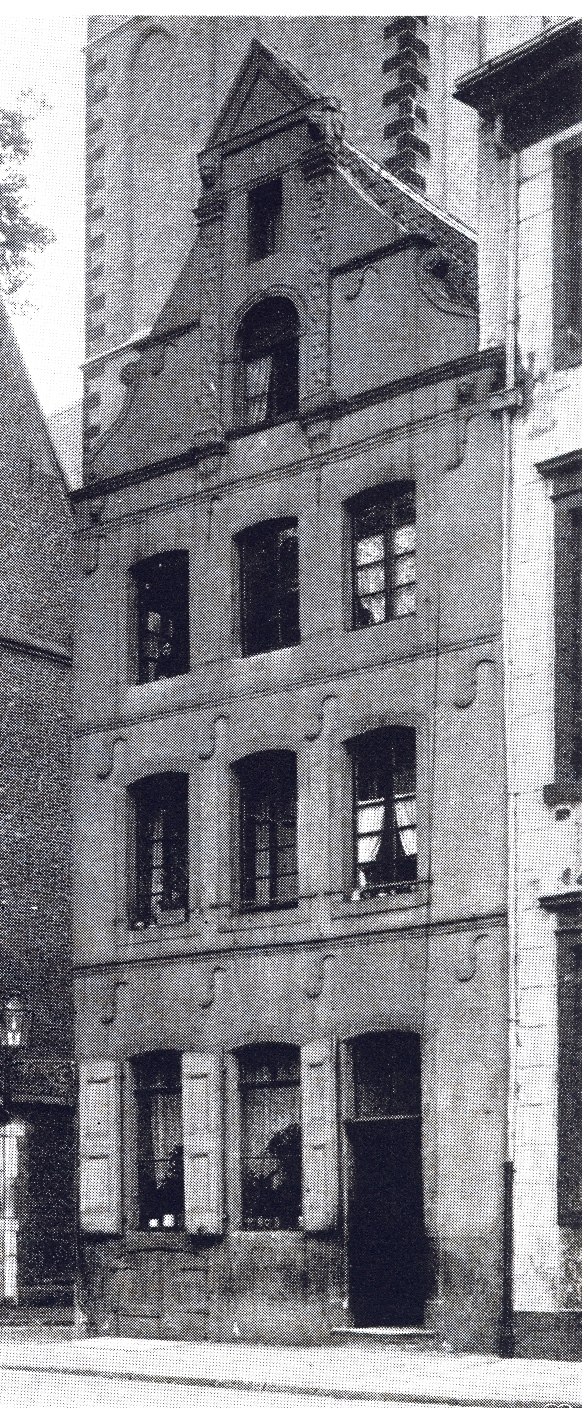
Haus „Zur Stadt Rom“

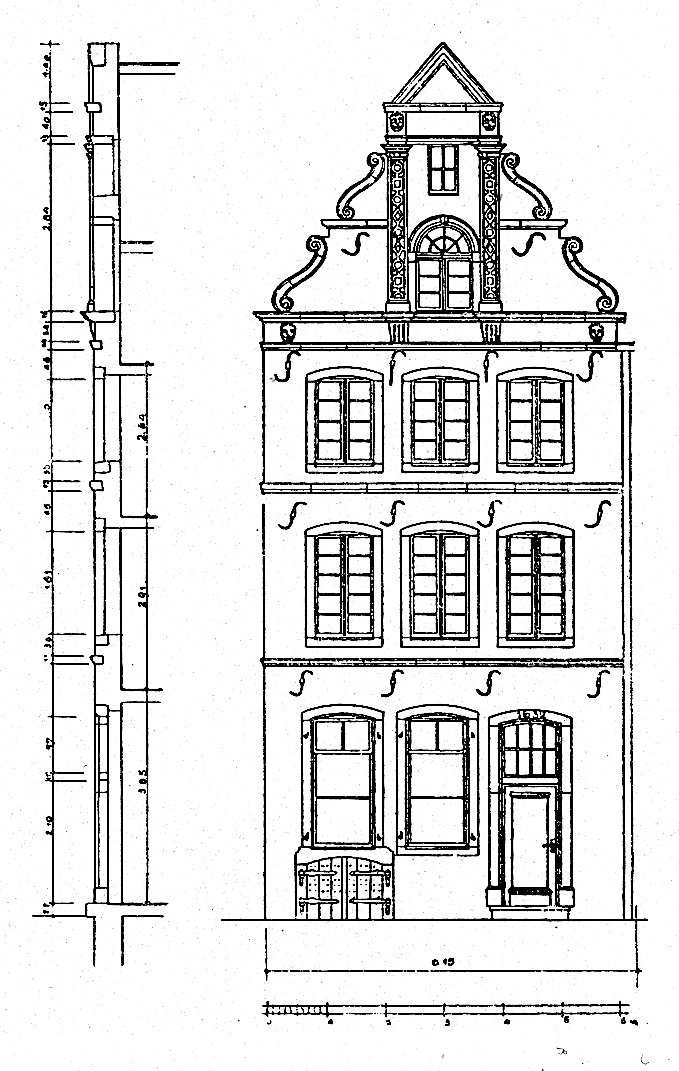
Haus „Zur Stadt Rom“

Das Haus „Zur Stadt Rom“ Kremerstraße 6 (auch Altestadt 7) am Stiftsplatz in Düsseldorf war ein historisches Gebäude, das bereits um 1600 bestand und damit zu den ältesten erhaltenen Gebäuden gehörte. Bei der Sprengung eines Blindgängers am Rheinwerft im Jahre 1943 wurde das Gebäude beschädigt und später abgebrochen. Es zeichnete sich laut Paul Sültenfuß und Hans Vogts durch seine Giebelgestaltung aus. Dieser zeigte eine vertikale Aufteilung mittels Pilaster auf, was laut Paul Sültenfuß in Düsseldorf selten gewesen ist. Der Bau wird in seiner kunstgeschichtlichen Bedeutung sowohl der Renaissance als auch dem Barock zugeschrieben.

## Lage und Umgebung
Das Gebäude stand neben der St.-Lambertus-Kirche, wo die Straße „Altestadt“, die älteste und in den Anfängen der Stadt einzige Straße Düsseldorfs anfängt. Gegenüber befand sich die um 1712 von Matteo Alberti erbaute Kapelle des Karmelitessenklosters. Das Haus „Zur Stadt Rom“ gehörte ursprünglich noch zum Stiftsplatz und bildete mit dem „Douvenhaus“ die Ecke zur Krämerstraße. Nach dem Abbruch des im Zweiten Weltkrieg beschädigten Hauses wurden die Nachkriegsbauten stark zurückgesetzt, womit eine Verbreiterung der Rheinuferstraße ermöglicht wurde. So wurde, wie bei der Rheinufervorschiebung (1898–1902), nach 1945 historische Bausubstanz zugunsten des Verkehrs aufgegeben.

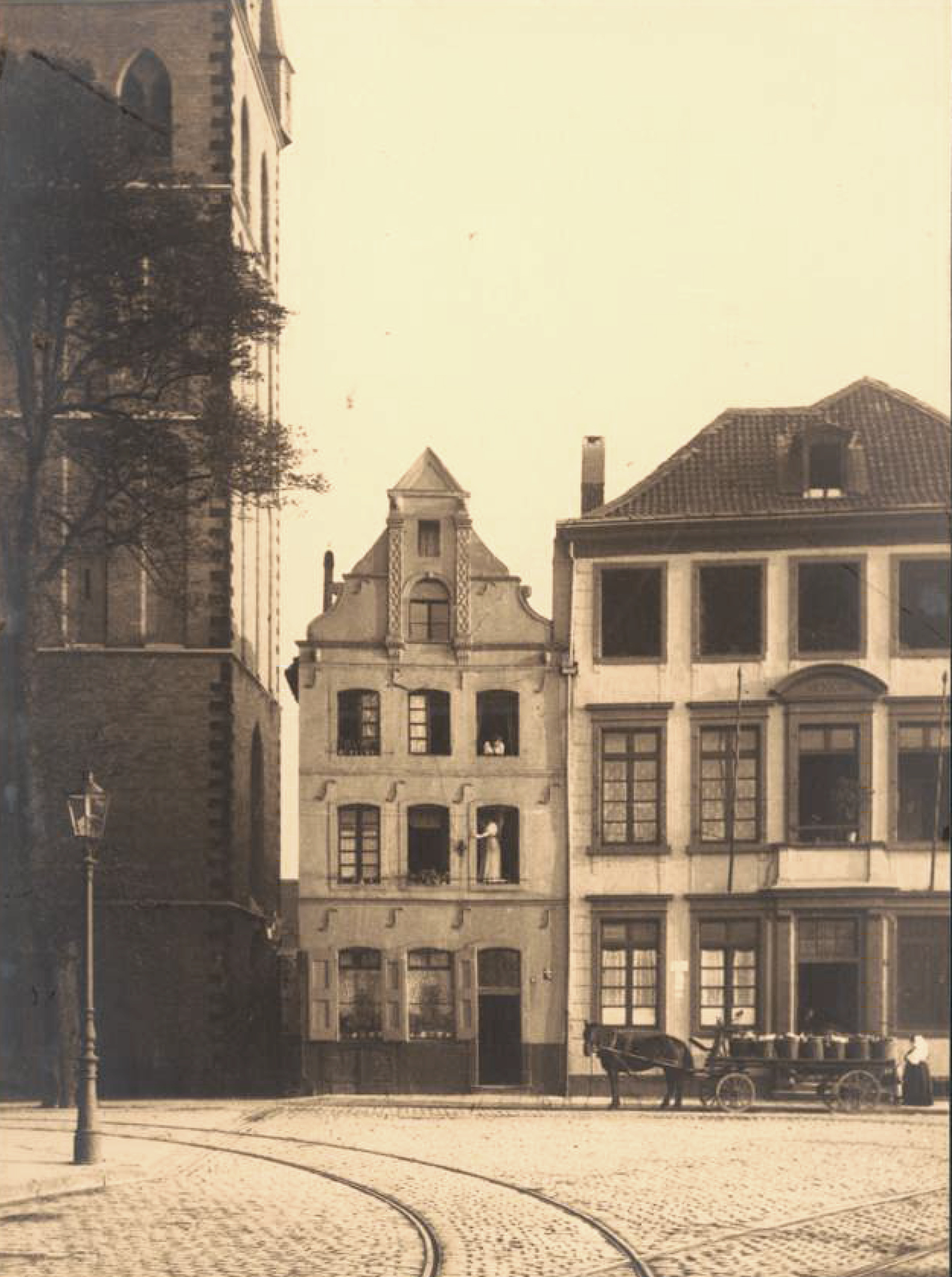
Haus „Zur Stadt Rom“ am Turm der Lambertuskirche und daneben das „Douvenhaus“, um 1909
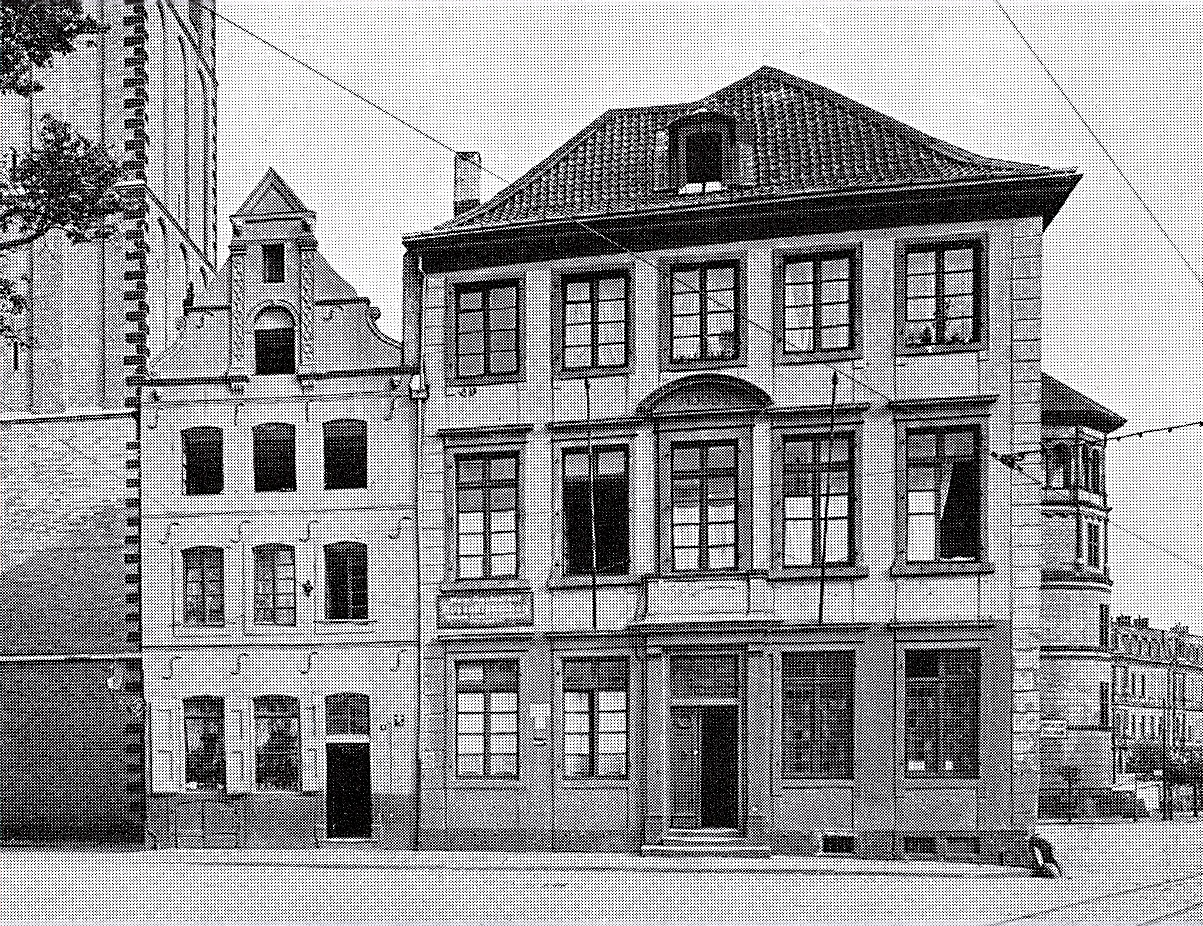
Haus „Zur Stadt Rom“ (links) und „Douvenhaus“ (rechts)
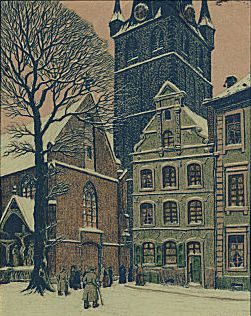
Lambertuskirche (links) und Haus „Zur Stadt Rom“ (rechts) in einem Gemälde von Wilhelm Schreuer
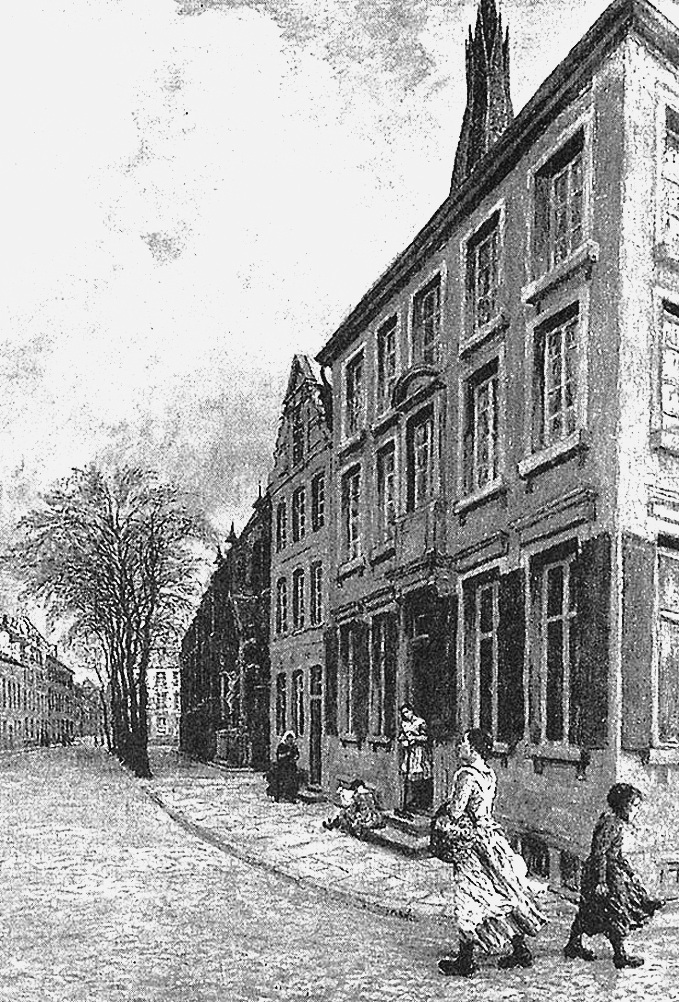
Haus „Zur Stadt Rom“ und Douvenhaus (rechts) in einem Gemälde von Wilhelm Schreuer
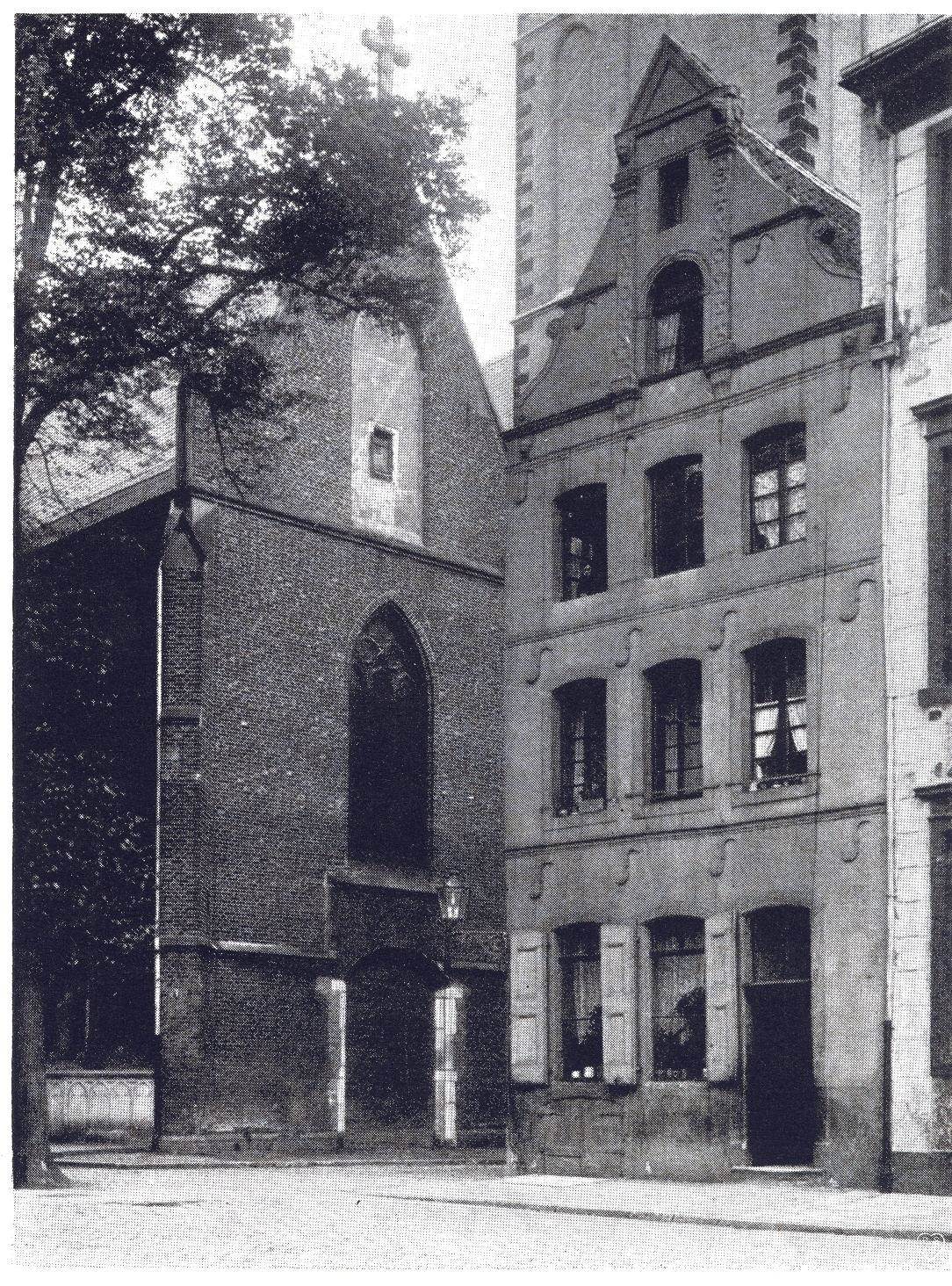
Haus „Zur Stadt Rom“ (rechts), Lambertuskirche (links)
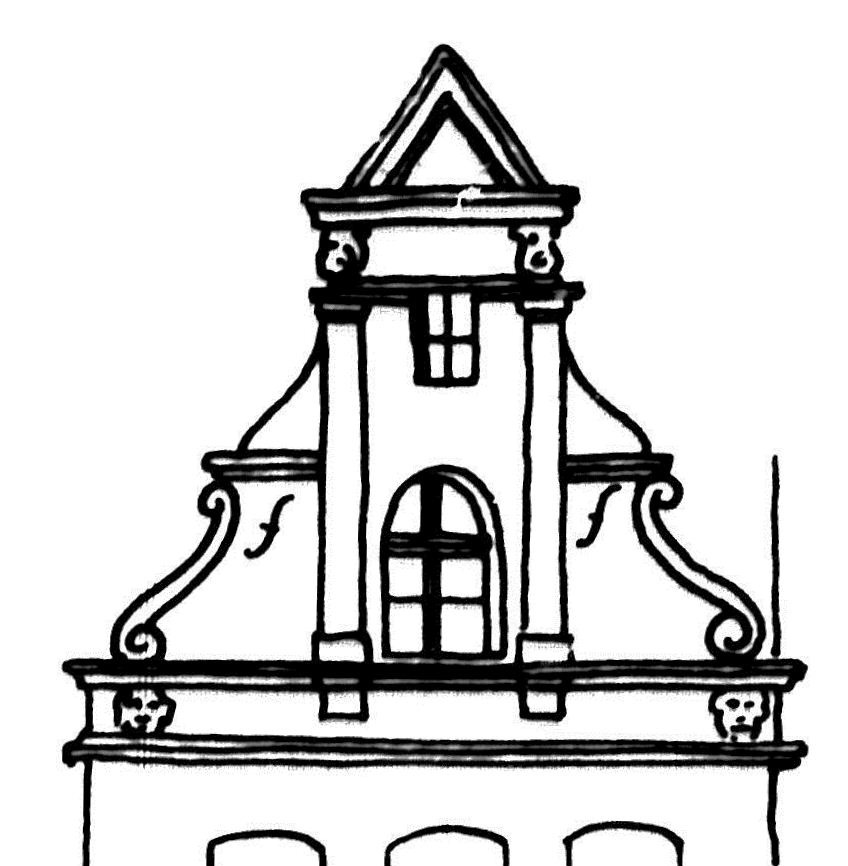
Giebelzeichnung von Paul Sültenfuß

## Geschichte
Bereits im Jahre 1764 wurde das Haus „Stadt Rom“ genannt. Damals besaßen das Haus die Eheleute Schmitz. Die Erben Peter Andreas Schmitz veräußerten es im Jahre 1807 an den Landtagssekretär Joseph Vetter, der mehrfach schriftstellerisch tätig wurde.

## Kunstgeschichtliche Bedeutung

### Horizontalgliederung des Giebels
Nach Hans Vogts und Paul Sültenfuß zeichnete sich das Haus dadurch aus, dass der Giebel eine Vertikalgliederung mittels Pilaster aufweist. Dies stelle eine Seltenheit da, weil die große Mehrheit der Giebel in Düsseldorf eine Horizontalgliederung oder gar keine Gliederung aufweisen.

### Niederrheinischer Renaissancestil, Volutengiebel der Renaissance oder Barockbau
Der Stil des Hauses ist strittig, während Boris Becker und Hans Vogts den Bau der Renaissance zuschreiben, zählt Paul Sültenfuß den Bau zur Architektur des Barock:
Boris Becker hingegen schreibt das Gebäude dem „niederrheinischen Renaissancestil“ zu.
Hans Vogts beschreibt den Giebel des Hauses als einen „Volutengiebel der Renaissance [der sich] mit einer Pfeilergliederung im neuen Stil“ verband.
Nach Paul Sültenfuß handelt es sich um einen Barockbau, bei dem das „obere Stück des durch Horizontalbänder dreimal geteilten Giebels von Pilastern mit Rautenmustern getragen [wird]. Löwenköpfe schmücken das Kämpferstück über den Pilastern, die durch den ganzen Giebel sich hinziehen und auf Konsolen unter dem Giebel Gebälkstück ruhen“.
Wilhelm Schreuer hat sich auch dem historischen Haus an der Lambertuskirche in einem Gemälde gewidmet.